# Aleksej Badajev

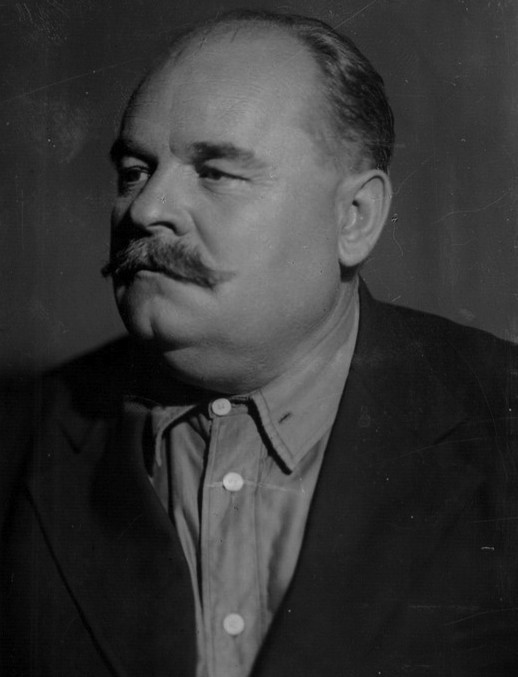
Aleksej Badajev, 1912

Aleksej Jegorovitsj Badajev (Russisch: Алексей Егорович Бадаев) (Joerjevo (oejezd Katatsjevski, gouvernement Orjol), 4 februari 1883 – Moskou, 3 november 1951), was een Sovjet-Russisch politicus. Hij werd in 1904 lid van de bolsjewistische vleugel (bolsjewieken) van de Russische Sociaal Democratische Arbeiderspartij (RSDAP). In 1912 werd hij gekozen voor de RSDAP in de 4de Staatsdoema. Van 1912 tot 1913 gaf hij als eerste de Pravda ('De Waarheid') uit. 
In 1912 werd Badajev in het Permanente Comité van de bolsjewistische partij gekozen en in 1914 in het Russische Bureau van het Centraal Comité. In 1914 werd hij als stakingsleider in Sint-Petersburg gearresteerd en verbannen naar Siberië. Hij kwam na de Februarirevolutie (1917) vrij en keerde op 19 maart 1917 naar Sint-Petersburg terug. Van 1917 tot 1920 was hij lid van de Voedselvoorzienings Sovjet. Van 1920 tot 1921 was hij voorzitter van de Commune van Moskou. In 1922 werd hij kandidaat-lid van het Centraal Comité van de Russische Communistische Partij en vanaf 1925 was hij volwaardig lid.
Van 1921 tot 1929 was Badajev directeur van de Unie van Coöperatieve Associaties in Leningrad (= Sint-Petersburg) en van 1931 tot 1935 van de Unie van Coöperatieve Associaties in Moskou. Badajev was in die functies verantwoordelijk voor het functioneren van de diverse coöperaties. In 1935 werd Badajev vicevolkscommissaris (onderminister) van Voedselvoorziening (tot 1937) en van 1937 tot 1938 was hij voorzitter van de Uitvoerende Raad van Moskou. In 1938 werd hij (als opvolger van Michael Kalinin) tot staatshoofd (voorzitter van het presidium van de opperste sovjet) van de Russische Socialistische Federatieve Sovjetrepubliek gekozen. In 1939 werd hij tevens vicevoorzitter van de Opperste Sovjet van de Sovjet-Unie (dat wil zeggen vicepresident). Tijdens de Tweede Wereldoorlog was hij een lid van het Bureau voor de Voedselvoorziening. Op 4 maart 1944 trad hij als staatshoofd van de RSFSR af.
Aleksej Badajev overleed op 68-jarige leeftijd te Moskou.
- Bibliothèque nationale de France: cb121840487 (data)
- CiNii: DA04661401
- Gemeinsame Normdatei: 121929361
- International Standard Name Identifier: 0000 0001 1031 5290
- Library of Congress Control Number: n86049551
- Bibliotheek van het Japanse parlement: 00552183
- Nationale Bibliotheek van Tsjechië: jx20081211002
- Nationale bibliotheek van Australië: 35737853
- Nationale Bibliotheek van Israël: 987007280268105171
- Nederlandse Thesaurus van Auteursnamen: 070353921
- Réseau des bibliothèques de Suisse occidentale: 02-A013526590
- Istituto Centrale per il Catalogo Unico: IEIV010335
- Système universitaire de documentation: 122863364
- Trove: 1064659
- Virtual International Authority File: 97090622
- WorldCat: E39PBJpV8CBgV8QbDBhwTmCWjC